# Teya Dora
Teya Dora (in serbo Теја Дора?), pseudonimo di Teodora Pavlovska (in serbo Теодора Павловска?; Bor, 1º maggio 1992), è una cantautrice serba, principalmente nota per il successo virale del singolo Džanum.
Ha rappresentato la Serbia all'Eurovision Song Contest 2024 con il brano Ramonda.

## Biografia
Nata a Bor, in Serbia, si è successivamente trasferita a Belgrado. Ha poi proseguito gli studi al Berklee College of Music di Boston, negli Stati Uniti, dove ha seguito alcuni corsi insieme a Charlie Puth. Dopo essersi laureata, ha vissuto a New York, dove ha iniziato a lavorare come compositrice.
Nel 2018, ha avviato la sua carriera sulla scena musicale serba come compositrice e cantautrice. Ha scritto il brano principale per l'album del 2019 di Nikolija, Yin & Yang, e ha collaborato anche con Teodora e Nataša Bekvalac, tra gli altri.
Teya Dora ha pubblicato il suo primo brano come artista, Da na meni je, nel luglio 2019, ottenendo un immediato successo. Tra il 2020 e il 2023, ha scritto diverse canzoni per la serie cinematografica serba Južni vetar. Nel 2023, ha pubblicato il brano Džanum, che è diventato popolare su diverse piattaforme di social media come TikTok dopo la sparatoria nella scuola di Belgrado; il singolo ha raggiunto il sesto posto nella classifica Croatia Songs di Billboard e il quarto posto nella classifica globale delle canzoni virali giornaliere su Spotify.
Nel gennaio 2023, è stata rivelata la lista delle canzoni in gara per Pesma za Evroviziju '23, la selezione nazionale serba per l'Eurovision Song Contest 2023, che includeva una composizione di Teya Dora, Posle mene, cantata da Filarri.
Il 21 dicembre 2023, è stata annunciata tra i partecipanti di Pesma za Evroviziju '24 con il brano Ramonda. Il 29 febbraio 2024, si è esibita durante la seconda semifinale del programma, dove si è qualificata per la finale. Il seguente 3 marzo, è stata decretata vincitrice alla finale del programma, dopo essersi posizionata al primo posto nel voto della giuria e al secondo posto nel televoto. Teya Dora si è qualificata per la finale per il rotto della cuffia, chiudendo al 10º posto la prima semifinale. Nella serata finale dell'11 maggio, la serba ha terminato al 17º posto con 54 punti.

## Discografia

### Singoli
Come artista principale
- 2019 – Da na meni je
- 2020 – Oluja
- 2021 – Ulice (con Nikolija)
- 2022 – U ilegali
- 2022 – Zavejan (con Yungkulovski)
- 2022 – Pusti me
- 2022 – Vozi me
- 2023 – Džanum
- 2023 – ATaMala (con Albino)
- 2024 – Ramonda

Come artista ospite
- 2023 – U jbt (X feat. Teya Dora)